# Het rijmende paard
Het rijmende paard is het negenenvijftigste stripverhaal uit de reeks van Suske en Wiske. Het werd geschreven door Willy Vandersteen en gepubliceerd in De Standaard en Het Nieuwsblad van 22 november 1962 tot en met 1 april 1963. 
De eerste albumuitgave was in 1963, in de Vlaamse tweekleurenreeks met nummer 48. In 1971 verscheen het verhaal in de Vierkleurenreeks met albumnummer 96. De geheel oorspronkelijke vorm kwam in 1998 nog eens uit in Suske en Wiske Klassiek. 
Het rijmende paard was het eerste verhaal in de serie waarin de schurk Krimson voorkwam, die in veel van de latere verhalen zou terugkeren.

## Locaties
- Kalmthout met de Kalmthoutse Heide, een villa, een oud fort en manege "de Stal", douanekantoor in Putte, de Nederlandse Antillen met de Bovenwindse eilanden, Sint Maarten met Philipsburg.

## Personages
- Suske, Wiske, Lambik, Jerom, tante Sidonia, professor Barabas, Freddy Wouters en een werknemer van manege de Stal, Krimson, Slugger, Porthos (paard), Achiel (hulp van Krimson), Romein, brigadiers van het douanekantoor, Toba (onderwatervisser), Sint Maarten en zijn paard.

## Uitvindingen
- de teletransfor, de R.V.D.1 (Rijden Vliegen Duiken)

## Het verhaal
Suske en Wiske willen paardrijden op de Kalmthoutse Heide. Een werknemer van de manege waarschuwt hen dat de douane van Putte een spookpaard gezien heeft op de Heide. Als ze een straat willen oversteken, worden ze bijna geraakt door een auto. Suske ontsnapt aan een man die hem wil doodslaan (later blijkt dit Slugger te zijn, de handlanger van Krimson) . 
Op de hei vindt Wiske een spoor van hoefbladen die recht naar het mastbos lopen. Als Suske en Wiske het spoor volgen, zien ze een geheimzinnig wit paard. Bij elke hoefslag komt een bloem uit de grond en het paard verdwijnt. De kinderen gaan terug naar de manege en vertellen wat er is gebeurd. Freddy gelooft het verhaal niet, maar dan wordt een briefje achtergelaten door iemand uit de auto die Suske en Wiske bijna aanreed. In het briefje, dat is ondertekend door iemand die zich Dr. Krimson noemt, staat dat er geen ruiters meer op de hei mogen rijden. Tante Sidonia en Lambik zijn bij de villa en worden gewaarschuwd door de kinderen. Lambik pakt meteen zijn souvenirs uit de Eerste Wereldoorlog tevoorschijn als hij de naam van Krimson hoort. Er wordt een leren koker uit een helikopter geworpen met daarin opnieuw een briefje van Krimson: Suske en Wiske mogen niet spreken over het spookpaard op de hei. 
Lambik gaat met de kinderen mee als ze opnieuw willen paardrijden. Dan zien de vrienden hoe het spookpaard wordt neergeschoten vanuit de helikopter. Ze kunnen het paard redden voordat het opnieuw wordt beschoten. Suske en Lambik gaan terug om hulp te halen, terwijl Wiske achterblijft om het paard te verzorgen. Wiske ziet een zonderlinge gedaante met Romeinse kleding wegvluchten. Als Lambik en Suske terugkeren met een agent, is het paard verdwenen. De ruiters in de manege beloven naar het paard uit te kijken als ze op de hei zijn.
In de villa krijgt Lambik bezoek van een man die meer wil weten over het spookpaard, maar Jerom jaagt deze man weg. Freddy belt en zegt dat twee vrouwen de wagen van Krimson hebben gezien. Lambiks bezoeker blijkt een handlanger van deze misdadiger te zijn. Krimson weet ook niet waar het paard is en zoekt tevergeefs naar de Romein. Lambik en Jerom zoeken ook naar de Romein, maar dan valt Lambik van zijn paard, waarna hij besluit te overnachten in “De Stal”. ’s Nachts ziet Lambik de Romein rondsluipen op het terrein, even later ziet Lambik hoe Krimson een zendertje aan de wagen van de Romein plakt wanneer die wegrijdt. Krimson verliest zijn ontvanger en hiermee gaan de vrienden op zoek naar de Romein, niet wetend dat Krimson een tweede ontvanger heeft voor de zender. Dan zien de vrienden de verongelukte wagen. Ze horen van een agent dat het om professor Barabas gaat.

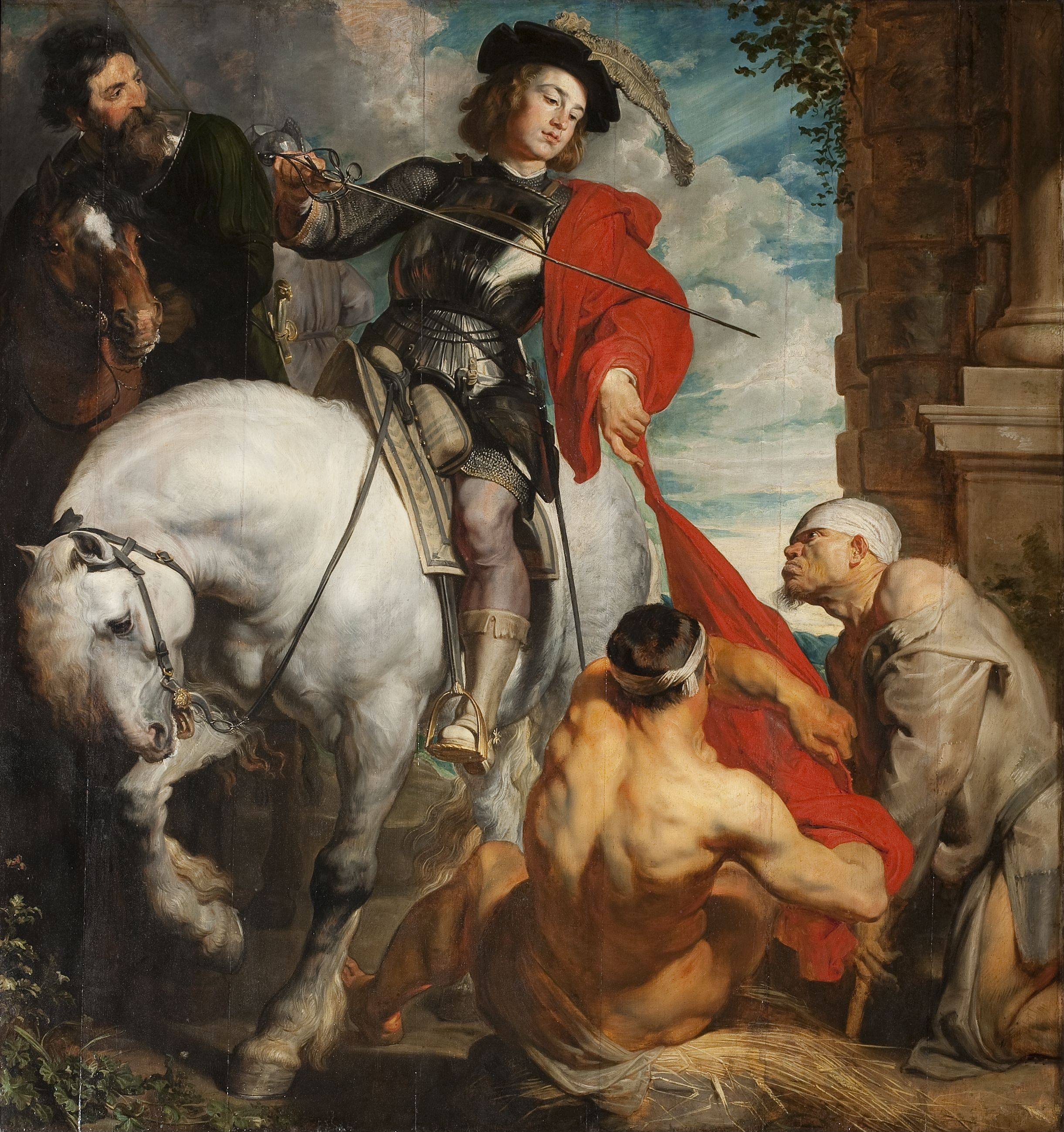
Het schilderij Sint-Maarten Zijn Mantel Delend van Van Dyck speelt in het verhaal een hoofdrol.

Als ze bij het huis van de professor komen, zien ze nog net hoe Krimson met Barabas in een deken vertrekt. Dan merken ze dat de ontvanger nog steeds werkt en ze vinden professor Barabas, maar Krimson kan ontsnappen. De professor vertelt dat hij van Van Dyck een replica van een schilderij van de Heilige Martinus (Sint Maarten) kreeg. De professor mist in de huidige tijd de naastenliefde die deze heilige tentoonspreidde. Hij heeft daarom een nieuwe uitvinding gedaan, de teletransfor, waarmee beelden tot leven kunnen worden gebracht. Maar toen de professor Sint Maarten tot leven wilde brengen, verwisselde hij hem per ongeluk met zijn paard. De professor vertelt dat het paard bij elke hoefslag een bloem uit de grond tovert en in rijmen kan spreken. Het paard is ontsnapt en de professor vermomde zich als Romein om het te zoeken. De vrienden beloven de professor te helpen met zijn zoektocht en gaan naar de douane van Putte, omdat zij het spookpaard als eerste hebben gezien toen het de grens overstak.
De douaniers beloven contact op te nemen met de vrienden als ze het paard opnieuw de grens zien oversteken. Lambik gaat door het linkt als hij zich meerdere keren stoot aan een voetangel (kraaienpoot). Hij wordt door de douaniers opgepakt en Suske en Wiske moeten nu zonder hem op zoek naar het paard. Samen met Jerom bereiken ze een oud fort, maar Krimson is hier al eerder aangekomen en wil het paard doden. Jerom kan Krimson net op tijd stoppen en hij gaat samen met Suske hulp zoeken. Als Wiske water voor het paard wil halen, wordt ze verdoofd door Krimson. Ze hoort Krimson nog zeggen dat hij diamanten over de grens wil smokkelen voordat hij verdwijnt met het paard. Lambik wordt vrijgelaten en verklaart dat het paard over hem heen is gelopen toen hij terugliep vanuit Putte. De douaniers komen naar de villa en vragen om hulp, ze hebben ook gehoord dat Krimson die nacht diamanten vanuit Nederland naar België wil smokkelen. ’s Nachts zien ze de wagen van Krimson, maar er worden geen diamanten gevonden.
Als dan een paard voorbij draaft probeert iedereen het te vangen. Krimsons plan slaagt want de grensovergang is nu onbewaakt. Een stoet vrachtwagens, met 60.000 kilo boter, wil de grens passeren. Dan valt het echte spookpaard uit de lucht en hierdoor wordt de weg geblokkeerd. Krimson is nu nog kwader op het spookpaard. De vrienden verzorgen het paard, maar als professor Barabas arriveert is het alweer gevlogen. Wiske ziet dat de atlas op de bladzijde van Sint Maarten open ligt. De vrienden gaan naar de Bovenwindse eilanden om het paard te zoeken. Krimson heeft ook het bericht op de radio gehoord over een vliegend paard en hij reist naar het eiland. De professor vertrekt intussen weer naar huis met de R.V.D.1 en zal de vrienden oppikken zodra ze het paard hebben gevonden. De vrienden gaan naar Philipsburg en reizen met ezels naar het oerwoud. Dan ziet Suske een drenkeling en redt hem uit de zee. De jongen vertelt dat hij Toba heet en dat hij het vliegende paard heeft gezien. Toba leidt Suske en Wiske naar de plek terwijl Lambik en Jerom op zoek gaan naar Krimson.
Als de kinderen het paard eindelijk hebben ontdekt, breekt er een hevige cycloon uit en ze worden meegesleurd. Wiske wordt weer in slaap gebracht met het gas uit de wandelstok van Krimson. Suske valt in het water en verdrinkt bijna, maar wordt gered door het paard. Suske vertelt dat Sint Maarten bij professor Barabas is en niet op dit eiland. Hij gaat met het paard op zoek naar Wiske. Krimson dreigt Wiske te doden als hij het paard niet in handen krijgt. Alles wordt gezien door Toba. Hij waarschuwt Lambik en Jerom, waarna Jerom kan beletten dat Krimson het paard alsnog doodt. Lambik houdt de wacht bij het vliegtuig van Krimson, maar wordt neergeslagen. Krimson kan zodoende ontsnappen van het eiland. Lambik heeft echter een deel van de motor uit het vliegtuig gehaald en Krimson stort met het vliegtuig in zee.
Professor Barabas haalt de vrienden op met de R.V.D.1. In zijn laboratorium wordt het paard weer op het schilderij gezet met de teletransfor. Maar dan blijkt Sint Maarten van het doek verdwenen te zijn en hij vertelt dat hij de mensheid niet kan helpen. Iedereen weet dat 1500 miljoen mensen honger lijden, als ze niet helpen dan willen ze dit niet en zijn ze hun eigen welvaart niet waardig. De professor zet Sint Maarten terug op het schilderij, nu hij inziet dat hij de wereld hiermee niet kan helpen. Lambik zegt nog dat geleerden hebben voorgesteld de militaire budgetten aan te wenden om de honger op aarde te bestrijden, maar dit zal helaas niet gebeuren. Het schilderij wordt weer naar het museum gebracht. De vrienden genieten hierna nog van de vakantie op de Kalmthoutse Heide.

## Achtergronden bij het verhaal
- Vandersteen baseerde de in dit verhaal geïntroduceerde schurk Krimson op een man genaamd Henri Vinoelst, die vaak in zijn dochters' manege langskwam. Na een klacht wegens smaad moest Vandersteen de karikatuur enigszins afzwakken en meer stileren. Ook andere personages die aan het begin van Het rijmende paard verschijnen zijn gebaseerd op echte mensen die op deze manege werkten: eigenaar Freddy Wouters, knecht René, hond Twinkle, en de leden Amedee Duuring en Els Smekens. De eerste ontmoeting met Krimson zou later opnieuw belangrijk worden in De zaak Krimson (2017-2018), waarin de vrienden nog eens terugblikken op hun kennismaking met deze tegenstander en op de gezamenlijke geschiedenis die Lambik en Krimson blijken te hebben.
- Het verhaal bevat ook een verwijzing naar Karl May, een andere stripreeks van Vandersteen. Jerom vliegt in strook 63 letterlijk het album uit en belandt dan bij een groep indianen, van wie er een opmerkt: "Mijn blanke broeder is in een verkeerd verhaal terechtgekomen."
- Het smokkelen van boter van Nederland naar België was een lucratieve bezigheid in de jaren 1950 tot begin jaren 60. Hieraan kwam in 1963 een einde door een gemeenschappelijk landbouwproductenbeleid van de Europese Economische Gemeenschap.[2]
- Bij iedere hoefslag van het rijmende paard komt er een bloem uit de grond. Dit is een verwijzing naar de Griekse mythologie; bij het mythologische paard Pegasus ontstond er een bron door zijn hoefslag.

## Aansluiting met andere verhalen
- De Kalmthoutse Heide speelt ook een grote rol in het verhaal Het geheim van de Kalmthoutse heide.
- De schilder Antoon van Dyck speelt een rol in het speciale album De raap van Rubens uit 1977 (dat verscheen als 100e in de reeks), waar Lambik hem samen met Jacob Jordaens en David Teniers de Oude ontmoet in het atelier van Peter Paul Rubens.
- De R.V.D. komt ook voor in het verhaal De krasse kroko (2007).
- De gebeurtenissen in dit verhaal spelen opnieuw een rol in De zaak Krimson (2017-2018).